# Eukoenenia roquetti
Espèce
Synonymes
- Koenenia roquettei Mello-Leitão & Arlé, 1935

Eukoenenia roquetti est une espèce de palpigrades de la famille des Eukoeneniidae.

## Distribution
Cette espèce est endémique de l'État de Rio de Janeiro au Brésil. Elle se rencontre à Rio de Janeiro dans le parc national de la Tijuca.

## Étymologie
Cette espèce est nommée en l'honneur d'Edgar Roquette-Pinto.

## Publication originale
- Mello-Leitão & Arlé, 1935 : Concideraçoes sobre a ordem Palpigradi, com a descriçao de uma nova especie. Anais da Academia Brasileira de Ciências, Rio de Janeiro, vol. 7, no 4, p. 339-343.